# Petrești, Cluj
Petrești este un sat în comuna Mintiu Gherlii din județul Cluj, Transilvania, România.

## Date geologice
În subsolul localității se găsește un masiv de sare.
Pe teritoriul acestei localități se găsesc izvoare sărate, saramura fiind întrebuințată din vechi timpuri de către localnici. 

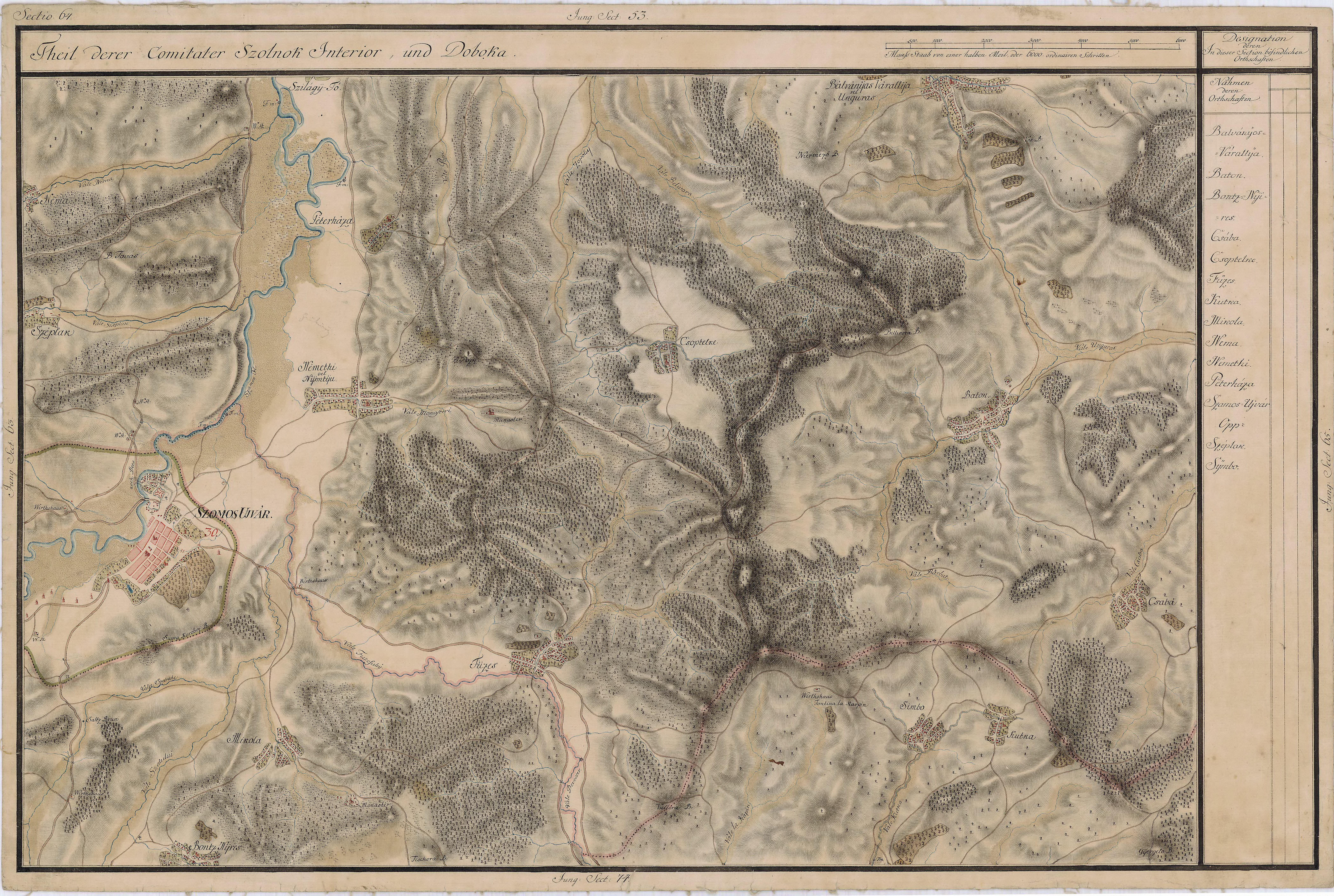
Petrești pe Harta Iosefină a Transilvaniei, 1769-1773

## Galerie de imagini

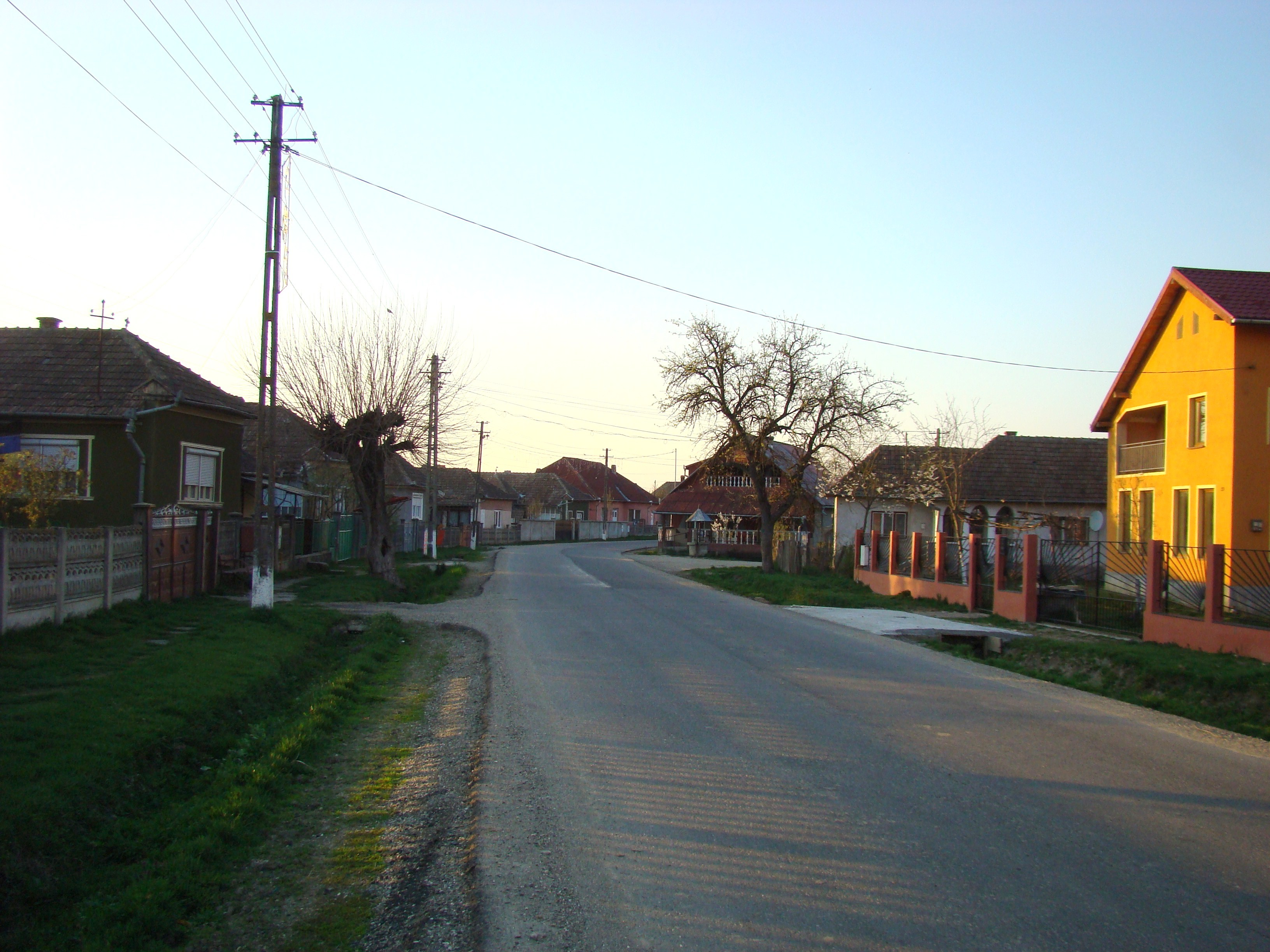
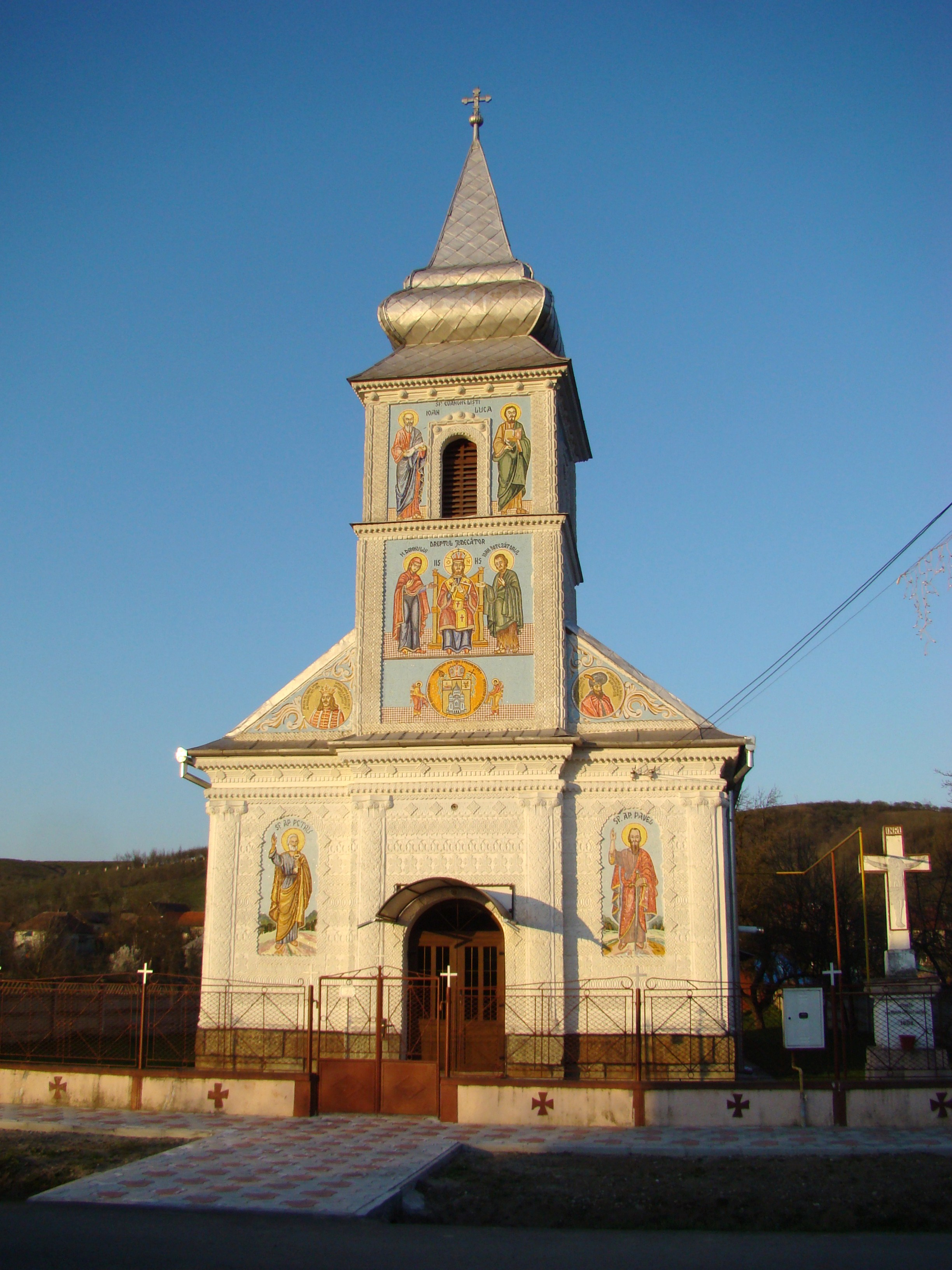
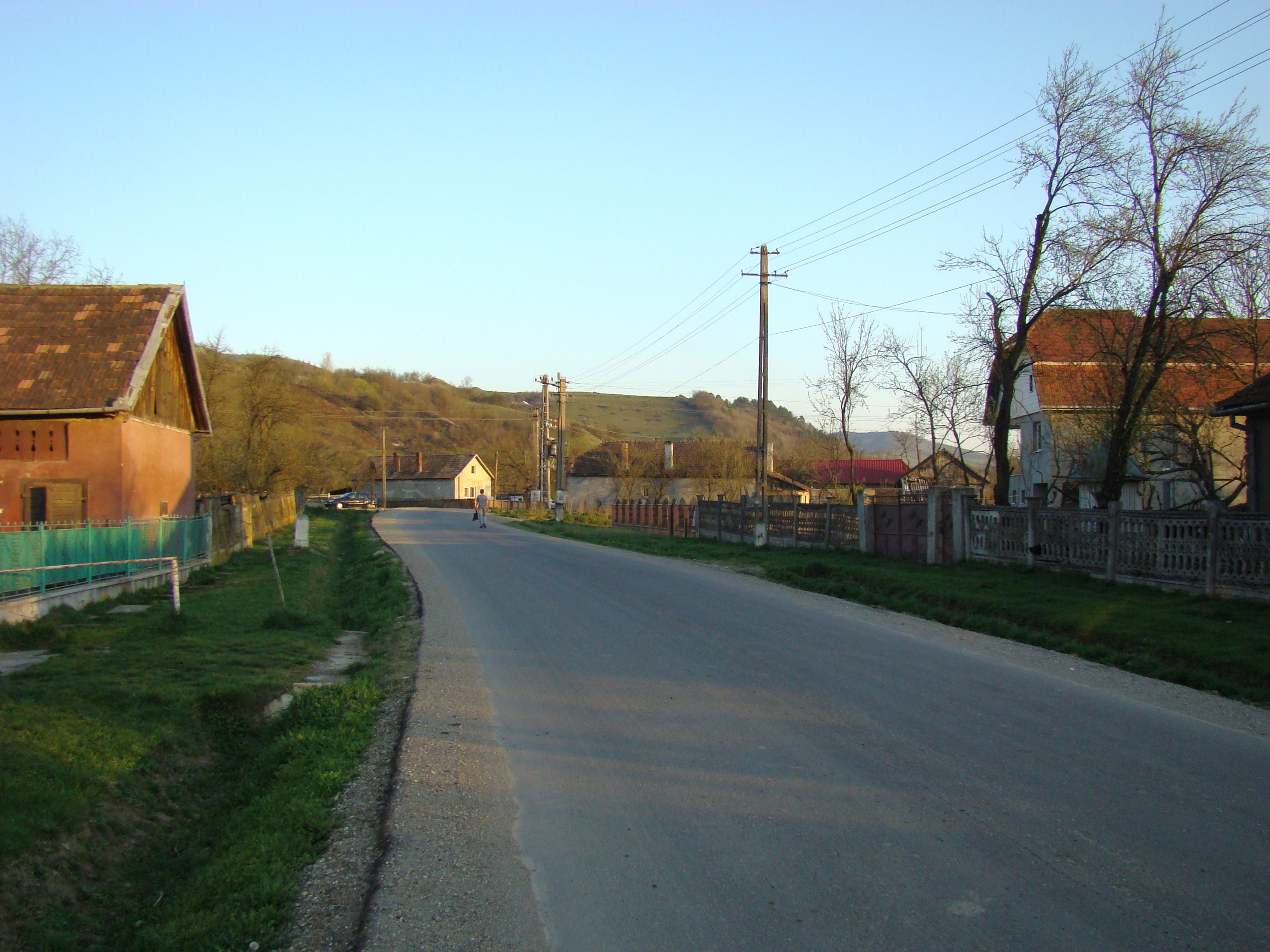